# Francisco Milans del Bosch
 (février 2024).
Si vous disposez d'ouvrages ou d'articles de référence ou si vous connaissez des sites web de qualité traitant du thème abordé ici, merci de compléter l'article en donnant les références utiles à sa vérifiabilité et en les liant à la section « Notes et références ».
Pour les articles homonymes, voir Milans del Bosch.
Francisco Milans del Bosch Arquer, né à Sant Vicenç de Montalt en 1769 et mort dans la même commune en 1834, est un militaire espagnol.

## Biographie
Fils de Ramon d'Arquer et de Rafaela Milans del Bosch i Canal, Francisco naît dans une famille de paysans aisés. Il intègre l'armée espagnole et participe en 1793 à la guerre du Roussillon, dans les troupes du général Antonio Ricardos, au grade d'officier alférez (cavalier porte-drapeau). En novembre 1794 il est blessé lors de la bataille de la Sierra Negra. Il obtient le grade de lieutenant en 1796.
Il participe à la guerre d'indépendance espagnole au commandement des miquelets. Après l'indépendance et une fois l'absolutisme rétabli, sous le règne de Ferdinand VII, plusieurs proches libéraux de Milans (Juan Clarós, Francisco Javier Mina, Juan Díaz Porlier)  sont arrêtés et condamnés pour s'être soulevé contre le monarque. Avec le général Lacy, ils organisent en 1817 un pronunciamiento, prônant un retour à la Constitution de Cadix, mais échouent, et Lacy est arrêté et condamné à mort tandis que Milans del Bosch parvient à s'enfuir. Libéral et franc-maçon, il s'exile à plusieurs reprises et organise ses rébellions à partir des Pyrénées-Orientales. Il est notamment arrêté par les autorités françaises le 3 juin 1829 à Laroque, à la frontière espagnole, où il entreposait des armes. Milans del Bosch participe encore à une insurrection en Empordà en 1830 et échoue une fois de plus.
Le premier d'une lignée de célèbres militaires, il est le père de Lorenzo Milans del Bosch.